# Лесные Горки
Лесные Горки — поселок в Юргамышском районе Курганской области. До 2022 года входил в состав Островского сельсовета.

## История
В 1976 г. Указом Президиума ВС РСФСР поселок тубсанатория переименован в Лесные Горки.

## Население
| 1989 | 2002 | 2010 |
| ---- | ---- | ---- |
| 190  | ↘167 | ↘54  |

Национальный состав
Согласно результатам Всероссийской переписи населения 2002 года, в национальной структуре населения русские составляли 86 %.